# Люмі
«Люмі» — радянський художній фільм 1991 року. Своєрідний переказ історії про Червону шапочку на новий лад.

## Сюжет
У лісі поруч з латиським хутором, де живе поет Яніс з дружиною Інгою і маленькою донькою Маріанною, з'явилося страшне чудовисько — величезне, більше 2-х метрів ростом напівлюдина-напіввовк (людина з лапами і головою вовка, схоже на людину пропорціями тіла і кінцівок, так само як і люди ходить на 2 ногах). Маскується під людину (ходить в людському одязі великих розмірів), володіє розумом (розуміє людську мову; хоч і погано, але говорить по-людськи; має музичний слух), нападає на людей, тільки якщо його розпізнали, як звіра, або якщо йому завадили. У старовинних місцевих легендах його називають «Люмі», воно з'являється у цих місцях зі своєї зграї раз у 100 років. Прямо з передачі Сенкевича з Москви на хутір приїжджає в гості старий друг сім'ї з хутора Люмі — мисливець і вчений Валерій Гумперт, що вивчає древній фольклор, пов'язаний з європейськими переказами і оповідями про міфічних людино-вовків, у тому числі в переказах Шарля Перро і Теодора Гофмана. У Мисливця в свою чергу є своя сімейна легенда — про його прадіда Якова Гумперта, який полював на Люмі 100 років тому і переміг. Виявляється, що легенди виникли далеко не на порожньому місці… І Мисливець, і Людино-вовк повинні дотримуватися певного ритуалу — Люмі полює саме на Червону Шапочку, поклоняється древнім тотемним місцям поруч з хутором Люмі, Мисливець приманює Люмі на Червону Шапочку, яку дарує дочці господарів Маріанні. Сюжет розвивається в комедійно-драматичній манері: Інга давно охолола до Яніса, і відповідає на залицяння місцевого лікаря Іманта. При цьому вона таємно закохана в Гумперта після давнього знайомства з ним і за першої ж нагоди зізнається йому в своїх почуттях, чим тільки заважає зайнятому полюванням Гумперту. Заважає полюванню і все інше оточення Мисливця — Яніс, що став випадковим свідком зізнань Інги, влаштовує сцени ревнощів, вносячи ще більшу плутанину в ситуацію на хуторі. Заважає полюванню і брат Інги пожежний інспектор Сігіс, який прийняв Гумперта то за «лісового брата», то за кримінальника, і Імант, навіть використовуваний як приманка для напіввовка Люмі. Незважаючи на всі перешкоди, трагікомічні і безглузді ситуації і несподівані події, Гумперту вдається знищити людино-вовка, втім, не останнього зі свого роду…

## У ролях
- Андрій Щербович-Вечер — Гумперт
- Олександр Потапов — Яніс
- Віта Гребньова — Маріанна
- Надія Бутирцева — Інга
- Олексій Селівьорстов — Імант
- Олександр Мохов — Сігіс
- Капітоліна Іллєнко — Естер
- Олексій Малюков — Люмі
- Володимир Бєлоусов — продавець зброї
- Юрій Сенкевич — телеведучий
- В'ячеслав Родін — водій МАЗа
- Володимир Зимін — епізод
- А. Топоров — епізод

## Знімальна група
- Режисер — Володимир Брагін
- Сценарист — Володимир Брагін
- Оператор — Геннадій Сальников
- Художник — Валерій Лукінов
- Композитор —  Веніамін Баснер
- Продюсер— Віктор Голювінов
- Звукорежисер — Віталій Морозов
- Монтаж — Світлана Десницька
- Художній керівник — Андрій Малюков